# خربة الهبارية
خربة الهبارية هي خربة أثرية تقع شرق جبل العرب في محافظة السويداء جنوب سوريا، على مسافة 80 كيلومتراً جنوب شرق دمشق. تتموضع الخربة فوق تلة بازلتية، وتبلغ مساحتها نحو هكتار. تقع على مسافة 6 كيلومترات إلى الشمال الغربي منها خربة الأمباشي، كما تقع على مقربةٍ منها خربة الدبب، وثلاثتها مواقع أثرية معروفة تعود إلى العصر البرونزي. ازدهرت هذه المدينة في العصر البرونزي القديم والوسيط بالألفين الرابع والثالث قبل الميلاد، إلا أنّها هُجِرت مع حلول العصر البرونزي الحديث في منتصف الألف الثاني قبل الميلاد، وأسباب ذلك لا زالت غير معروفة.
بدأ التنقيب في الموقع للمرة الأولى بثلاثينيات القرن العشرين، على يد عالم الآثار لويس دوبرتريه، وقد اعتقد خطأ وقتها أنه موقع حديث يعود إلى العهد الروماني، وقد بيَّنت الدراسات اللاحقة أنه يعود في الواقع إلى العصر البرونزي القديم والوسيط. وزار الخربة فيما بعد الآثاري الهولندي وليم ڤان ليره، الذي - لدهشته من بقايا العظام المتحجّرة المحفوظة بالموقع - فقد قارن قيمة خربتي الهبارية والأمباشي ببقايا مدينتي سدوم وعمورة.
أقام سكان خربة الهبارية القدماء بركة مياه في منطقة منخفضة بجوار الوادي شمال البلدة، تمكّنوا من خلالها من جلب المياه من الوادي وسقاية البلدة، إلا أنّهم لم يصلوا مقدار تطور النظام المائي في خربة الأمباشي المجاورة، التي شيِّد فيها سدٌّ فوق الوادي لجمع المياه.